# Mashgia'h Rou'hani
Pour le superviseur de la bonne tenue des rites de la cacheroute, voir Mashgiah
Un mashgia'h rou'hani (hébreu : משגיח רוחני « Spécialiste ès moral »), parfois appelé simplement mashgia'h, est un conseiller spirituel exerçant dans les académies talmudiques (yeshivot). Ce rôle est généralement assumé par un rabbin.
Le concept du mashgia'h rou'hani naît dans les yeshivot « lituaniennes » adhérant au mouvement du Moussar, inspiré par Yisrael Lipkin Salanter. Celui-ci se montre en effet préoccupé par les nouvelles difficultés rencontrées par les étudiants dans le monde moderne (l’idée sera reprise dans le mouvement 'Habad, qui parle plus volontiers de mashpia, « dispensateur »).
Le rôle du mashgia'h rou'hani est particulièrement important avant la Seconde Guerre mondiale, où il doit, outre son rôle de conseiller académique, assurer le financement de la yeshiva, le recrutement et l’évaluation des nouveaux étudiants ainsi que la fourniture de personnel et de matériel. Après la Shoah, son influence et sa position diminuent, ces fonctions étant reprises par les directeurs d’académie.

## Célèbres mashgi'him
- Moshe Bamberger
- Michel Barenbaum
- Yehuda Leib Chasman, de la Yechiva de Hébron, en Israël
- Meir HaLevi Chodosh
- Eliyahu Eliezer Dessler (1892-1953), Yechiva de Ponevezh, Bnei Brak, en Israël
- Binyamin Finkel, Yeshivas Mishkan Yisrael, Jérusalem
- Nosson Tzvi Finkel
- Avraham Grodzinski (1883-1944)
- Dovid Kronglas
- Yechezkel Levenstein (1895-1974), Yechiva de Mir à Mir, en Pologne (aujourd'hui en Biélorussie)
- Yeruchom Levovitz (1873-1936), Yechiva de Mir
- Elya Lopian (1876-1970)
- Shraga Feivel Mendlowitz (1886-1948)
- Avigdor Miller
- Moshe Rosenstein (1880-1941), Yechiva de Łomża, à Łomża en Pologne
- Matisyahu Salomon (1937-2024), Gateshead Yeshiva, au Royaume-Uni, puis au Beth Medrash Govoha (la Yechiva de Lakewood, au New jersey)
- Moshe Schwab
- Don Segal
- Chaim Shmulevitz
- Moshe Aaron Stern
- Nosson Meir Wachtfogel (1910-1998), au Beth Medrash Govoha (la Yechiva de Lakewood (New Jersey)), de 1941 à sa mort.
- Nosson Tzvi Wachtfogel
- Ezra Wiener
- Shlomo Wolbe (1914-2005)
- Moshe Wolfson
- Dov Yaffe (-2017), Knesses Chizkiyahu